# François Carrard
François Carrard (* 19. Januar 1938 in Lausanne; † 9. Januar 2022 ebenda) war ein Schweizer Rechtsanwalt, Notar und Sportfunktionär. Von 1989 bis 2003 war er der Generaldirektor des Internationalen Olympischen Komitees.

## Leben
Nach dem Abitur in Lausanne war er ein Jahr Austauschschüler an der John Muir High School, Pasadena (Kalifornien), USA, wo er auch seinen amerikanischen Highschool-Abschluss machte. Er studierte Jura an der Universität Lausanne und schloss dies mit der Promotion zum Dr. jur. ab. Nach einem Praktikum in einem Treuhandunternehmen (Lausanne, 1962) und in Anwaltskanzleien in Stockholm  (1963–1964) und Lausanne (1965–1966) machte die Prüfung zur Anwaltskammer des Kantons Waadt und ist seitdem als Anwalt in der eigenen Kanzlei tätig, spezialisiert auf Gesellschaftsrecht, Banken- und Finanzmarktrecht, Sport- und Medienrecht (u. a. im CAS), Internationale Schiedsgerichte und alternative Streitbeilegung sowie Erbrecht. Rechtsberater des IOC seit 1980, regelte er 1985 den Auflösungsvertrag der IOC-Direktorin Monique Berlioux und für Juan Antonio Samaranch Finanzierungsverträge;  von 1989 bis 2003 war er Generaldirektor des Internationalen Olympischen Komitees, behielt aber seine Kanzlei. Er hat für das IOC auch bereits 2002 den Bestechungsskandal im Zusammenhang mit den Olympischen Winterspielen 2002 in Salt Lake City geräuschlos gelöst. Er war Vizepräsident des Verwaltungsrates des Montreux Jazz Festival, der IOC Mediengesellschaft sowie Aufsichtsrat(svorsitzender) bei einer Vielzahl von Aktiengesellschaften. 2015 wurde er von der FIFA beauftragt, die Bestechungsskandale zu analysieren. Aufgrund seiner Erfahrung, seiner Sprachkenntnisse und seiner finanziellen Unabhängigkeit galt er als ideale Besetzung.